# Sebastiano Scirè Risichella

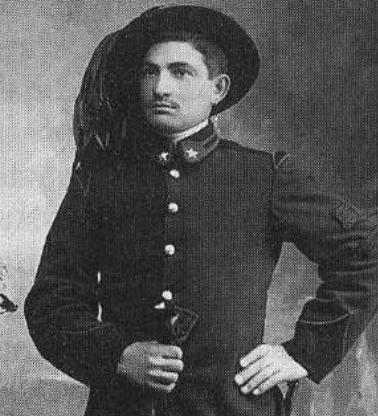
Scirè Risichella, infanterist in het Koninklijk Italiaans Leger

Sebastiano Scirè Risichella (Francofonte, 12 oktober 1890 – Asti, 20 maart 1981) was een militair in het koninkrijk Italië. Hij vocht in de Italiaans-Turkse Oorlog, de Eerste Wereldoorlog en de Tweede Wereldoorlog. In deze laatste oorlog vocht hij zowel voor het fascistisch regime als nadien voor de weerstand.

## Levensloop
Risichella groeide op in Sicilië, nabij Syracuse. In 1911 werd de jongeman opgeroepen in het Koninklijk Leger om te vechten in de Italiaans-Turkse Oorlog. Hij werd ingelijfd bij de infanterie en vocht in Tripolitanië, het latere Libië. In 1913 werd Risichella ontslagen uit het leger doch in 1915 opnieuw gemobiliseerd. Hij vocht aan het Italiaans-Oostenrijks front in Noord-Italië, met de rang van sergeant. Terwijl aan Italiaanse kant verliezen werden geleden, viel Risichella op door door te dringen tot in de vijandelijke linie. Toen in de Slag bij Caporetto de Italianen werden teruggeslagen, bleef Risichella in man-tot-man gevechten stand houden in de achterhoede van de terugtrekkende Italianen (1917). Hij geraakte gewond aan een halsslagader. Na zijn genezing keerde hij terug naar het front (1918). Hij vocht nabij Moggio in Lombardije. 
Koning Victor Emanuel II vereerde hem met eretekens. Aangezien Risichella ondertussen naar de Verenigde Staten was geëmigreerd, was het de Italiaanse ambassadeur die hem deze onderscheiding overhandigde. 
In 1924 keerde Risichella terug naar Sicilië. Hij ging aan de slag als politiecommissaris in Militello in Val di Catania. Het koninkrijk Italië was in die tijd bestuurd door het fascistisch regime van Mussolini. Bij het uitbreken van de Tweede Wereldoorlog trok Risichella naar het front als vrijwilliger, en dit met een bevordering tot onderluitenant. Hij was gekazerneerd in het Italiaans protectoraat Albanië. De Grieks-Italiaanse Oorlog op Grieks grondgebied verliep desastreus voor de Italianen. Na de capitulatie van Italië (1943) koos Risichella voor het verzet. 
Vervolgens, na de val van de monarchie in Italië en de uitroeping van de republiek (1945), bleef Risichella in militaire dienst. Er volgde een promotie tot luitenant in 1953 en tot kapitein in 1960.

## Onderscheidingen
Voor verdiensten op het slagveld in het koninkrijk Italië werd Risichella onderscheiden met eretekens. Zo ontving hij de Gouden medaille voor Dapperheid en werd ridder van de Orde van Vittorio Veneto, de Orde Polonia Restituta en de Orde van de Kroon. In vredestijd, in de republiek, werd hij vereerd met het grootofficierschap in de Orde van Verdienste.